# Conophyma bogojavlenskii
Conophyma bogojavlenskii är en insektsart som beskrevs av Yu S. Tarbinsky 1926. Conophyma bogojavlenskii ingår i släktet Conophyma och familjen Dericorythidae. Inga underarter finns listade i Catalogue of Life.